# Fagonia laevis
Fagonia laevis är en pockenholtsväxtart som beskrevs av Paul Carpenter Standley. Fagonia laevis ingår i släktet Fagonia och familjen pockenholtsväxter. Inga underarter finns listade i Catalogue of Life.